# Rudolf Kroutil
Div. gen. JUDr. Rudolf Kroutil (3. srpna 1884 Prasklice – 26. srpna 1964 Olomouc) byl československý divizní generál, důstojník Československých legií v Rusku. V Československé armádě působil jako přednosta dělostřeleckého odboru Ministerstva národní obrany. Jeho bratrancem byl div. gen. Josef Kroutil, jeho švagrovou Míra Holzbachová.

## Život

### Mládí
Rudolf Kroutil se narodil 3. srpna 1884 v Prasklicích do mlynářské rodiny Antonína Kroutila a jeho ženy Marie, rozené Vozihnojové. V roce 1903 maturoval na státním reálném gymnáziu v Kroměříži a 20. července 1910 úspěšně ukončil studia na právnické fakultě Karlo-Ferdinandovy univerzity v Praze (dnešní Karlova univerzita). Jako koncipient kroměřížského advokáta JUDr. Václava Žůrka získal titul JUDr.

#### Fotbal
Jeho celoživotním koníčkem, ke kterému si vypěstoval vztah již v mládí, byl sport a především fotbal. Podílel se na prvních krůčcích tohoto sportu v Kroměříži. Aktivně působil jako činovník v kroměřížském fotbale, jak uvádí velký kroměřížský fotbalový talent té doby Josef Štastník: „Kroměřížský fotbalový život uveden byl do pořádku, když vedení kopané se ujal dr. Rudolf Kroutil, starší bratr populárního pravého křídla a předsedy SK Haná Kroměříž.“ V roce 1937 se stal předsedou správního výboru fotbalového klubu SK Hanácká Slavia Kroměříž. Angažoval se také ve svazovém vedení fotbalu, a to, když se v roce 1914 stal sekretářem moravsko-slezské odbočky ČSF.
V mládí působil i jako rozhodčí (v roce 1914 byl pověřen vedením „sboru soudců“ moravskoslezské odbočky ČSAF), jak napsaly v roce 1912 Národní listy: „Máme v něm jednoho z nejlepších moravských soudců.“ V té době bylo běžné, že kroměřížský rozhodčí dr. Rudolf Kroutil pískal zápasy S. K. Haná (Kroměříž), v jejímž útoku exceloval jeho bratr Láďa Kroutil.

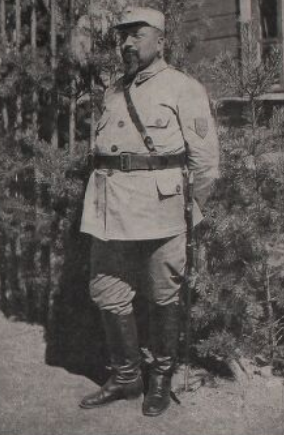
Inspektor dělostřelectva – Československé legie v Rusku v roce 1919

Sport podporoval např. i v ruských legiích, kde v roce 1919 jako vedoucí české výpravy zorganizoval sportovní odpoledne s americkými, japonskými a ruskými vojáky.

### První světová válka – Rusko – legie
Ještě před vypuknutím první světové války absolvoval v rámci své prezenční vojenské služby v pevnosti Přemyšl kurz jednoročních dobrovolníků (1903). V roce 1904 se tu stal velitelem dělostřelecké čety 3. pevnostního dělostřeleckého pluku. Do Rakousko-uherské armády byl povolán o deset let později již jako nadporučík a jeho první kroky opět vedly do Přemyšle, kde se v srpnu 1914 stal velitelem samostatné dělostřelecké baterie této ohromné pevnosti (v dnešním Polsku). Po dobytí pevnosti padl 23. března 1915 spolu s dalšími 120 tisíci rakousko-uherskými vojáky do ruského zajetí. Během pobytu v zajateckých táborech v Astrachani a Carycinu na Volze se 25. června 1916 přihlásil do legií a od července do října 1917 s dalšími dobrovolci absolvoval vojenský kurz v Borispolu.
V legiích se nadále věnoval dělostřeleckému „řemeslu“, od října 1917 se stal zástupcem velitele dělostřelecké baterie 1. československého těžkého dělostřeleckého oddílu. Sloužil také jako důstojník velitelství 7. "Tatranského" střeleckého pluku. Koncem března 1918 byl jmenován transportním komisařem převozu „Čechovojsk“, které se nacházely na východ od Krasnojarského sovětu a přidal se ke Gajdově skupině v Nikolajevsku. Zde pracoval také jako mobilizační důstojník Československého armádního sboru, byl blízkým spolupracovníkem budoucího generála Radoly Gajdy. Známý je mobilizační rozkaz, který Gajda vydal rukou podkapitána dr. Kroutila v Nikolajevsku: „Na rozkaz velitele československých vojsk bojujících na východ od Omska, zplnomocněného člena vojenského kolegia československé armády kapitána Gajdy ze dne 21. června 1918 vyhlašuji všeobecnou mobilizaci do pracovních praporů všech Čechoslováků bez ohledu na stáří. Nařizuji Čechoslovákům, kteří jsou na území obsazeném vojsky Zatímní sibiřské vlády, aby se hlásili do 30. června u československých velitelů železničních stanic nebo u velitelů československých vlaků. Koncentrační místa: město Tajga a Novo.“

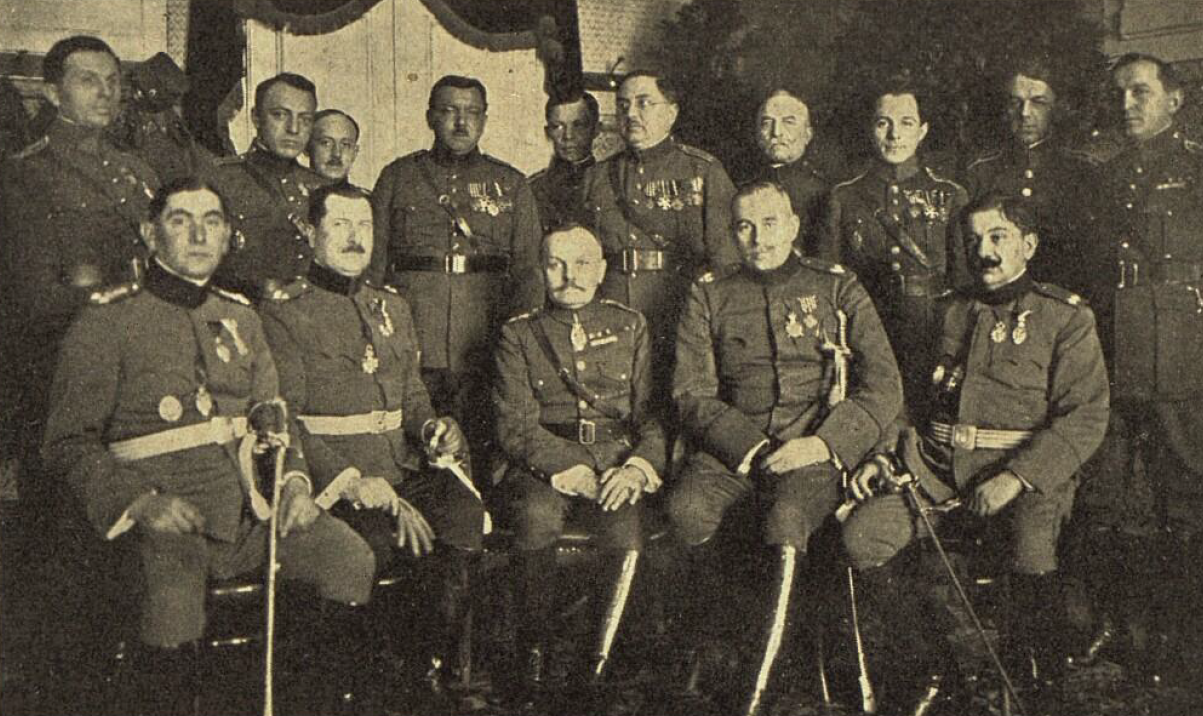
16. února 1924 – srbští důstojníci na stáži v čsl. armádě, gen. Rudolf Kroutil stojí uprostřed v brýlích

V srpnu 1918 se ujal velitelství dělostřelecké baterie 2. československé dělostřelecké brigády a již v prosinci se stal pobočníkem dělostřeleckého inspektora. 13. prosince 1918 byl jmenován majorem a dělostřeleckým inspektorem československého vojska. 16. dubna 1920 byl povýšen na podplukovníka a spolu s 23. transportem odjel lodí Prezident Grant do italského přístavu Terst, odkud v červnu 1920 pokračoval vlakem do Československa.

### V československé armádě v Československu

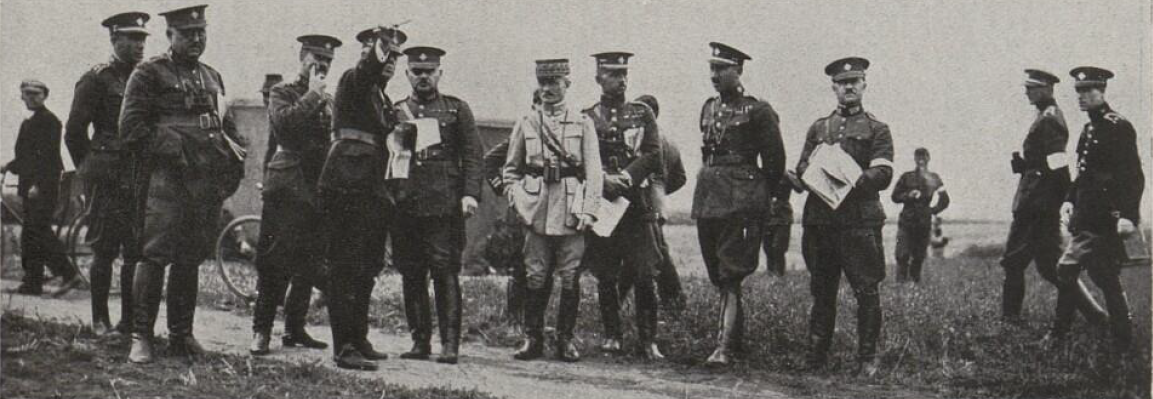
Vojenské manévry čsl. armády v roce 1928 – gen. Rudolf Kroutil stojí druhý zleva spolu náčelníkem generálního štábu gen. Janem Syrovým a dalšími generály

Po repatriační dovolené, kterou absolvovali navrátivší se legionáři, se v prosinci 1920 v Olomouci ujal velitelství hrubé dělostřelecké brigády. Následovalo vojenské studium v Praze a od srpna 1921 do července 1923 velel hrubé dělostřelecké brigádě v Komárně, přičemž 16. prosince 1921 byl povýšen na plukovníka. Dne 28. června 1923 byl jmenován generálem V. hodnostní třídy a stal se v Praze přednostou dělostřeleckého odboru Ministerstva národní obrany. Zde setrval s krátkou přestávkou (studium ve francouzských Métách) až do ledna 1927. Po reorganizaci ministerstva obrany se stal přednostou druhého (dělostřeleckého) odboru.
Dne 28. dubna 1924 se v Praze v kostele sv. Jana Nepomuckého (Hradčany) oženil s Andělou Isabelou Holzbachovou a nedlouho na to se jim narodily dcery Věra a Taťána.
V červenci 1926 se spolu s generály Nosálem a Kuncem stal Rudolf Kroutil součástí generálské komise, která se vyjadřovala k tzv. Gajdově aféře, tedy obvinění generála Radola Gajdy z přípravy fašistického převratu a ze špionáže ve prospěch Sovětského svazu. Tato komise usnesla na závěru, že zcela nedoporučuje tuto kauzu řešit soudní cestou.
Další povýšení následovala: 20. prosince 1927 byl jmenován brigádním generálem a o půl roku později - 1. května 1928 jej prezident T. G. Masaryk jmenoval generálem divizním.
V lednu 1929 požádal o odchod do výslužby, takže od 1. února 1929 již nebyl v aktivní službě Československé armády.
Během své vojenské kariéry byl vyznamenán mnoha vyznamenáními a medailemi, mezi nimiž nechyběl československý válečný kříž či francouzský válečný kříž a Řád čestné legie.

### Po vojenské kariéře

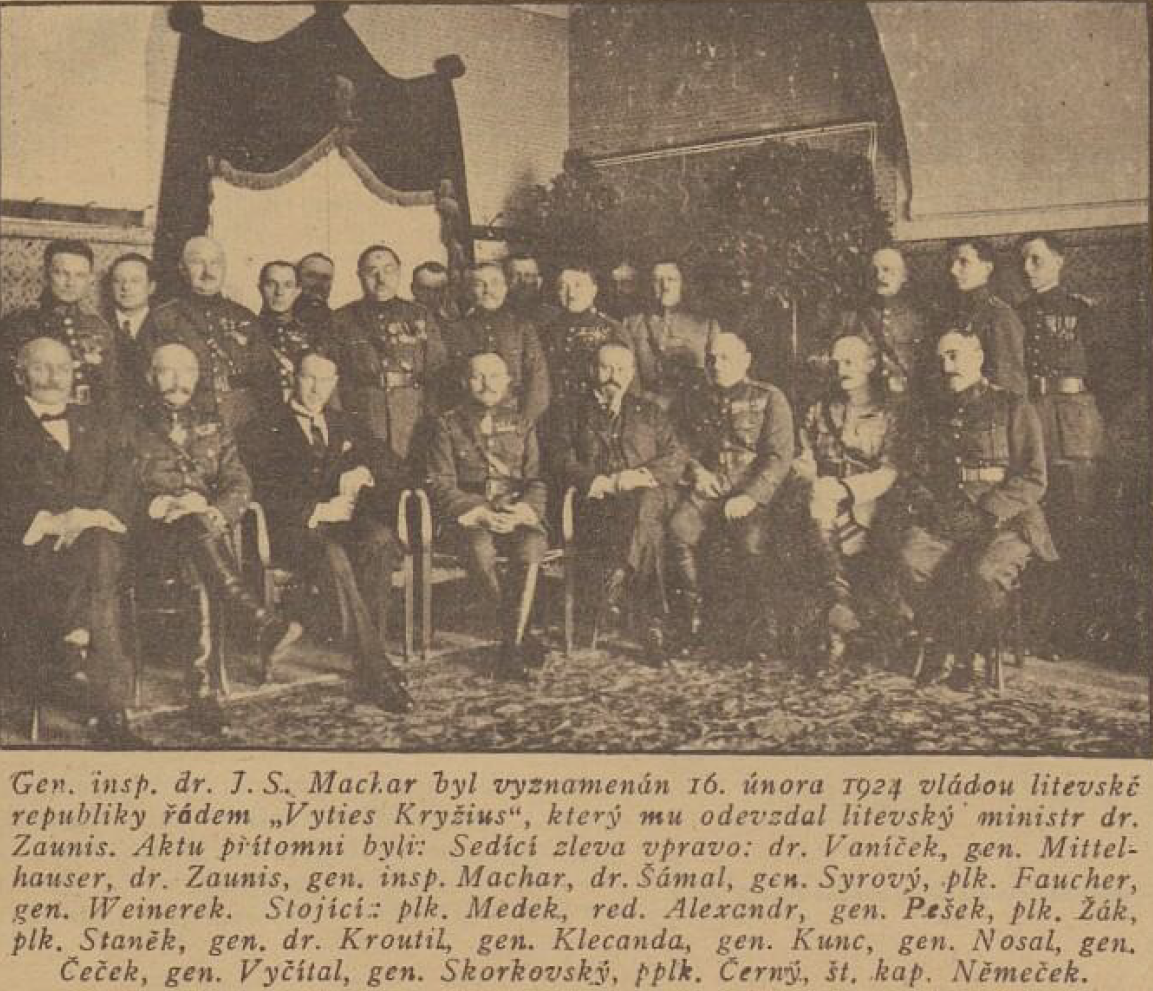
1924 – vyznamenání J. S. Machara litevským vyznamenáním za účasti čsl. generálů – gen. Rudolf Kroutil stojící s brýlemi a knírkem

Po ukončení vojenské kariéry si v roce 1930 v Praze otevřel advokátní kancelář spolu s JUDr. Václavem Němcem a dále se věnoval advokátní činnosti. Po rozvodu se svojí manželkou se v roce 1934 se vrátil zpět do Kroměříže a zde žil se svými dvěma dcerami a matkou. Kromě toho nadále podporoval kroměřížský fotbal na různých funkcionářských postech. V roce 1935 věnoval kroměřížskému muzeu své album fotografií, map a dalších vzpomínek z dob legií, ty se však v době nacistické okupace z muzea ztratily.

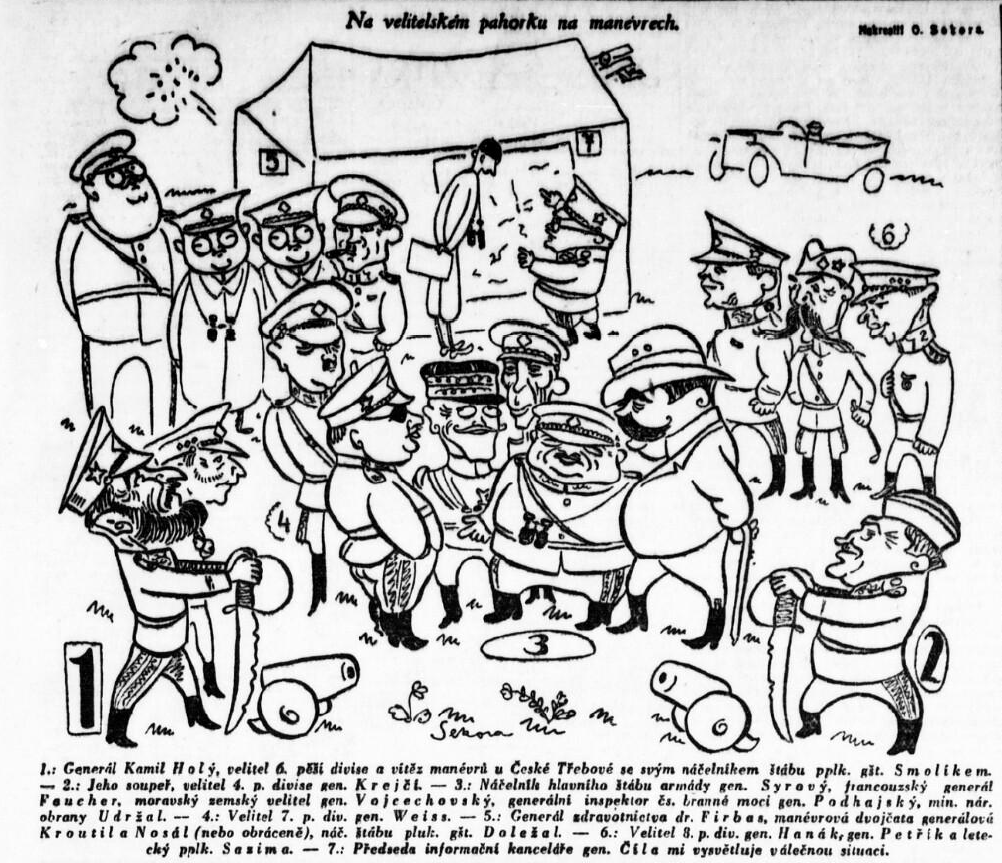
Pro odlehčení - dobová karikatura - vojenské manévry 1928 - gen. Kroutil jedním ze dvou tzv. manévrových dvojčat stojící v levé horní části

Stejně jako řada jeho kolegů – legionářských důstojníků, kteří zažili konec první republiky, došlo po počáteční skvělé vojenské kariéře i u Rudolfa Kroutila na těžké životní období. Tak jako jeho bratranec div. gen. Josef Kroutil se až příliš často pohyboval v bezprostřední blízkosti prezidenta Masaryka a byl významným legionářským hrdinou své země, takže po komunistickém puči v roce 1948 přišel prudký pád, který ho ekonomicky ruinoval. Komunisté ho postihli tím, že mu komunistický režim kvůli jeho protibolševické minulosti v době legií snížil penzi až na desetinu (!). V posledních letech dochoval svou nevidomou maminkou. Zemřel 26. srpna 1964 v Olomouci v kruhu své rodiny, ale prakticky v úplném zapomnění. Jeho hrob se nachází v Olomouci na neředínském hřbitově.

## Vyznamenání
- Řád sokola  s meči, 1919
- Croix de guerre  1921
- Československý válečný kříž 1914–1918  1921
- Československá revoluční medaile  1921
- Československá medaile Vítězství  1922
- Řád čestné legie  4. třídy 1926